# 트란스니스트리아 루블
트란스니스트리아 루블(루마니아어: rublă transnistreană, 러시아어: приднестровский рубль, 우크라이나어: придністровський рубль)은 트란스니스트리아의 통화 단위이다. 1994년부터 쓰였으며, 두 차례 화폐 개혁을 거쳤다.

## 역사

### 첫 번째 루블 (1994년)
첫 번째 트란스니스트리아 루블이 1994년 미승인 국가인 트란스니스트리아의 트란스니스트리아 은행에서 발행되었다.

### 두 번째 루블 (1994년-2000년)
두 번째 트란스니스트리아 루블은 1994년 8월에 발행되었는데, 1,000 구 루블 = 1 신 루블의 비율로 화폐 개혁이 단행되었다. 다만 몇몇 지폐 (50 루블 ~ 5000 루블)는 1994년에 발행되었음에도 불구하고 발행 연도가 1993년으로 표기되어 있다.

### 세 번째 루블 (2000년-현재)
세 번째 트란스니스트리아 루블은 2000년에 발행되었으며, 1,000,000 구 루블 = 1 신 루블의 비율로 화폐 개혁이 단행되었다.

## 화폐
| 액면     | 앞면                | 뒷면                                                   |
| -------- | ------------------- | ------------------------------------------------------ |
| 1 루블   | 알렉산드르 수보로프 | 키츠카니 기념비                                        |
| 5 루블   | 알렉산드르 수보로프 | "크빈트" 브랜디 공장                                   |
| 10 루블  | 알렉산드르 수보로프 | 수도원                                                 |
| 25 루블  | 알렉산드르 수보로프 | 벤데르 성                                              |
| 50 루블  | 타라스 셰우첸코     | 대통령궁                                               |
| 100 루블 | 드미트리에 칸테미르 | 티라스폴 크리스마스 성당                               |
| 200 루블 | 표트르 루미안체프   | 그로스-야거스도르프 전투 (1757년 7월 21일              |
| 500 루블 | 예카테리나 2세      | 예카테리나 2세가 내린 티라스폴 건설 칙령과 요새 계획도 |

## 같이 보기
- 러시아 루블
- 벨라루스 루블